# Bradenton, Florida
Bradenton (/ ˈbreɪdəntən / BRAY-dən-tən) là một thành phố ở Quận Manatee, Florida, Hoa Kỳ. Cục điều tra dân số Hoa Kỳ ước tính dân số năm 2016 là 54.437 người. Bradenton là một thành phố chính của Bradenton-Sarasota-Venice, Khu vực thống kê đô thị Florida ước tính dân số năm 2007 là 682.833.

## Lịch sử

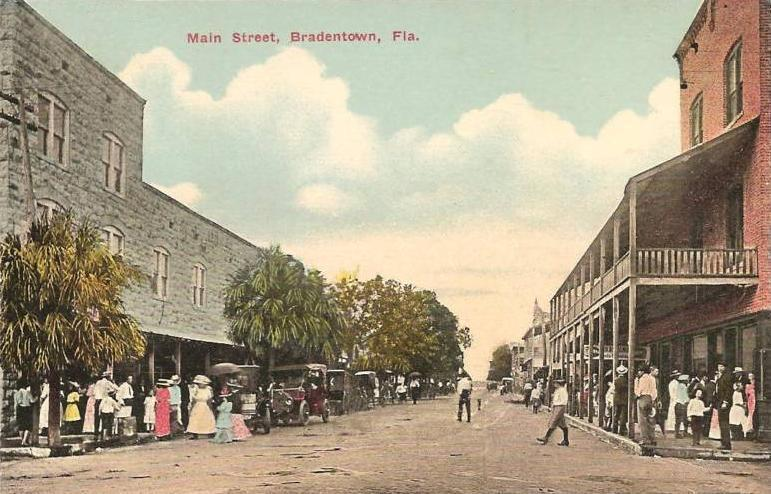
Phố chính cũ vào khoảng năm 1910

Bradenton (ban đầu được viết là "Bradentown") được một người Tây Ban Nha khám phá năm 1539 trong chuyến thám hiểm nổi tiếng do Hernando De Soto dẫn đầu. Bradenton được thành lập vào năm 1842. Thị trấn Bradentown ban đầu đã được sáp nhập vào năm 1903. Thành phố lấy tên của Tiến sĩ Joseph Braden. Thành phố Bradenton hiện tại được thành lập vào năm 1943, khi cơ quan lập pháp Florida sáp nhập các thành phố Manatee (được thành lập năm 1888) và Bradentown.

## Địa lý và khí hậu
Theo Cục Thống Kê Dân số Hoa Kỳ, Bradenton có tổng diện tích 14,44 dặm vuông (37,4 km2), trong đó 12,11 dặm vuông (31,4 km2) là đất và 2,33 dặm vuông (6,0 km2) (16.14%) là nước. Bradenton được bao quanh bởi các tuyến đường thủy.
Trung tâm thành phố Bradenton nằm ở khu vực phía tây bắc của thành phố. Đây là nơi có nhiều văn phòng và tòa nhà chính phủ của Bradenton, tòa nhà cao nhất là Trung tâm Tài chính Bradenton, cao 12 tầng, đặc trưng với các cửa sổ màu xanh dương. Tòa nhà cao nhất tiếp theo là Trung tâm Tư pháp Quận Manatee, nằm cạnh tòa án lịch sử. Các tòa nhà trung tâm thành phố lớn khác bao gồm tòa nhà Chính phủ Hạt Manatee và trụ sở của Hội đồng Trường học Hạt Manatee.
Phía đông của Bradenton đang phát triển với tốc độ nhanh chóng.

## Dân cư
Theo điều tra dân số năm 2000, Bradenton có 49.504 người, 21.379 hộ gia đình và 12.720 gia đình sống trong thành phố. Mật độ dân số là 4.088,5 người trên một dặm vuông (1.578,3 / km2). Có 24.887 đơn vị nhà ở với mật độ trung bình 2.055,4 mỗi dặm vuông (793.5 / km2). Tỷ lệ chủng tộc của thành phố là 78,14% người da trắng, 15,11% người Mỹ gốc Phi, 0,79% người châu Á, 0,29% người Mỹ bản xứ, 0,05% người dân tộc Thái Bình Dương, 3,91% từ các chủng tộc khác và 1,71% từ hai hoặc nhiều chủng tộc. Người gốc Tây Ban Nha hoặc La tinh của bất kỳ chủng tộc nào chiếm 11,26% dân số. Có 21.379 hộ gia đình, trong đó 23,0% có trẻ em dưới 18 tuổi sống chung với gia đình, 43,5% là cặp vợ chồng chung sống với nhau, 12,1% là phụ nữ đơn thân, và 40,5% không phải là gia đình. 34,1% hộ gia đình được tạo thành từ các cá nhân và 17,8% có người sống một mình 65 tuổi trở lên. Quy mô hộ trung bình là 2,24 và quy mô gia đình trung bình là 2,85.
Trong thành phố, dân số tăng lên với 21,6% dưới 18 tuổi, 7,7% từ 18 đến 24 tuổi, 25,3% từ 25 đến 44 tuổi, 19,9% từ 45 đến 64 tuổi, và 25,4% người từ 65 tuổi trở lên. Độ tuổi trung bình là 42 tuổi. Cứ 100 nữ giới thì có 90,3 nam giới. Cứ 100 nữ từ 18 tuổi trở lên thì có 85,9 nam giới.
Thu nhập trung bình cho một hộ gia đình trong thành phố là $ 34,902, và thu nhập trung bình cho một gia đình là $ 42,366. Nam giới có thu nhập trung bình là $ 28,262 so với $ 23,292 đối với nữ giới. Thu nhập bình quân đầu người của thành phố là $ 20,133. Khoảng 9,7% gia đình và 13,6% dân số sống dưới mức nghèo khổ, trong đó có 22,3% những người dưới 18 tuổi và 8,2% những người từ 65 tuổi trở lên.